# Borysik
Borysik – wieś w Polsce położona w województwie lubelskim, w powiecie włodawskim, w gminie Urszulin.
W latach 1975–1998 miejscowość administracyjnie należała do województwa chełmskiego.
Wieś stanowi sołectwo gminy Urszulin. Według Narodowego Spisu Powszechnego z roku 2011 wieś liczyła 55 mieszkańców.
Wierni Kościoła rzymskokatolickiego należą do parafii św. Stanisława w Wereszczynie.

## Części wsi
| SIMC    | Nazwa     | Rodzaj    |
| ------- | --------- | --------- |
| 0108849 | Bieleckie | część wsi |

## Historia
Według Słownika geograficznego Królestwa Polskiego z roku 1890 Borysik wchodził pierwotnie w skład dóbr Świerszczów mając wówczas 7 osad i 132 morgi gruntu.